# Palazzo Grocco
Palazzo Grocco è un edificio del centro storico di Firenze, situato tra via de' Vecchietti 13, via de' Pecori, via de' Boni e piazza Santa Maria Maggiore.

## Storia e descrizione
L'edificio, di notevole estensione e isolato su tutti e quattro i lati, sorge ai limiti dell'area interessata dai lavori tardo ottocenteschi di risanamento del vecchio centro cittadino e, come documentano le carte conservate presso l'Archivio Storico del Comune di Firenze, è opera eseguita nel 1894 su progetto dell'architetto Luigi Buonamici e committenza degli allora proprietari Grocco. 

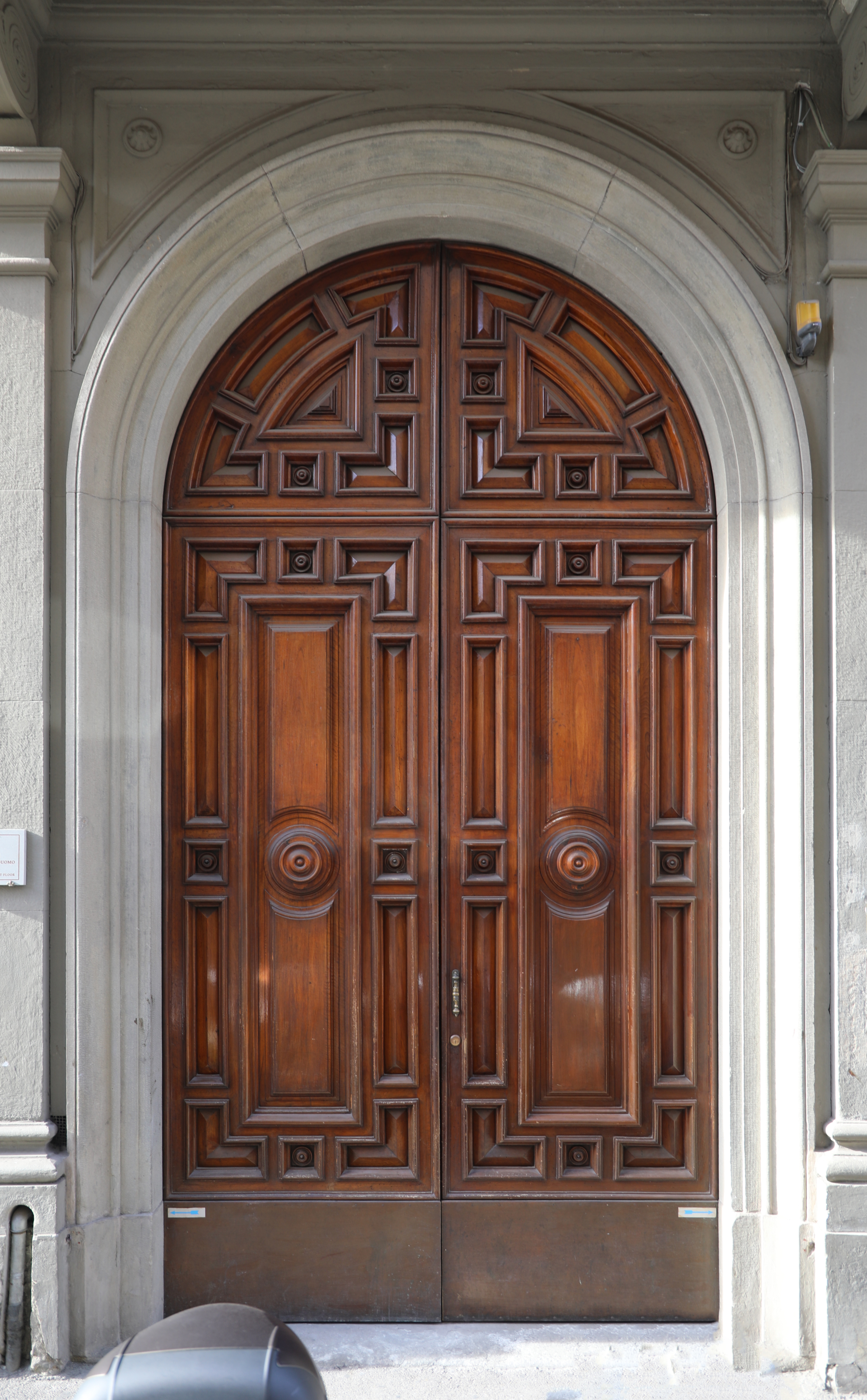
Il portale

Dopo essere stato proprietà di varie famiglie private, ha ospitato gli uffici dell'INPS e nel 2011 è stato acquistato dall'imprenditore e immobiliarista Salvatore Leggiero. Attualmente lo stabile è per lo più occupato da studi legali e commerciali.

## Descrizione
Il palazzo si configura sostanzialmente come un macroscopico immobile speculativo composto di quattro piani fuori terra. Il fronte principale, su via de' Vecchietti, si sviluppa su quattro piani per sette assi, con il terreno e gli assi ai lati rimarcati dalla presenza di un paramento a finto bugnato. Qui l'adozione di ampie finestrature con convenzionali riquadri e archivolti di fiacca tradizione michelangiolesca non riesce a mascherare un superficiale e affrettato iter progettuale (come testimonia il fronte retrostante su via dei Boni privo di ogni sia pure estrinseco tentativo di caratterizzazione). 
Il portone principale, sormontato da balcone, mostra un finestrone affiancato da due scudi non presenti nel progetto iniziale. Due corti danno luce agli ambienti interno.
L'edificio è oggi molto rimaneggiato nel suo interno e nelle scale: solo la presenza di una nicchia caposcala con un vaso neoclassico ci dà un'idea della caratterizzazione dell'arredo. Elementi di particolare pregio rimangono ancora oggi un cancello di ferro battuto al piano terra sul quale è raffigurato un drago, da cui si accede ad un corpo scale secondario sormontato da una vetrata dal disegno geometrico, un soffitto affrescato con un cielo aperto in una sala d’angolo al terzo piano e il motivo curvilineo dell’infisso di molte finestre che si affacciano sia all'esterno che sulle corti interne.